# Alidosi
|  | Per a altres significats, vegeu «Alidosi (desambiguació)». |

Els Alidosi o Alidosio foren una família feudal italiana que foren senyors sobirans d'Imola. El primer possible membre de la familia fou Alidux de Davizulo, testimoni en un acte del 17 de març de 1152, possible cosí d'Alidosio, i probable pare de Heredes Aliducis Davizoli, esmentat el 23 d'octubre de 1169. A la mateixa data apareixen Aliducis de Malaparte i Alidux i poc després (1182) un Aliducis que el 1197 va deixar la seva casa al bisbe Enric i pel temps en què Litto Alidosi (possible germà) va rebre (suposadament de l'emperador Otó IV) el feu de Massa de Sant'Ambrogio. El 1195 s'esmenta un Alidux Guidonis Lithuisii.
El seu fundador contrastat fou Alidosio degli Alidosi (potser algun dels anteriors), que va viure al segle xii. A ell estava emparentat Litto, senyor de Massa di Sant'Ambrogio amb molts béns feudals a la Massa Trabària el 1209, possiblement usurpats o concedits per l'emperador a costa de l'Església, que fou ostatge a Bolonya el 1222 junt amb altres nobles d'Imola, i jutge de la comuna d'Imola el 1235. El seu fill Alidosio havia perdut els feus segurament per confiscació, i fou consol del comú d'Imola. Fou pare de Ludovico Alidosi que fou pare de: Litto I Alidosi i Alidosio Alidosi.
Un germà de Litto de Massa di Sant' Ambrogio, fou Ambrogio Alidosi, tronc dels Alidosi de la Massa Trabària on tenien els seus feus. Vegeu Massa Trabària.
Una personalitat destacada fou Obizzo "da Mordano", fill de Gentile Alidosi de la Massa Trabària, que fou capità del poble de Perusa el 1381 i de Florència el 1382, podestà de Lucca el 1380 i de Pisa el 1383, i potser també podestà de Mòdena que va morir vers el 1383.

## Senyors d'Imola
- Litto I Alidosi (de facto senyor 1278-1288)
- Imola al Papa 1288-1290
- Alidosio Alidosi 1290-1293
- Mainardo Alidosi (germà associat 1290-1293)
- ocupació Bolonyesa 1293-1296
- Uguccione della Faggiuola 1296-1299 (senyor de Lucca del 1314 al 1316)
- Imola al Papa 1299-1302
- Alidosio Alidosi 1302-1311 (segona vegada)
- Imola al Papa 1311-1334
- Litto II Alidosi (capità del poble 1334, senyor i vicari del Papa 1346) 1334-1350
- Roberto Alidosi 1350-1362
- Azzo Alidosi 1362-1363
- Rinaldo Bulgarello 1363-1365
- Azzo Alidosi (segona vegada) 1365-1372
- Bertrando Alidosi 1372-1391
- Ludovico Alidosi 1391-1424
- Lippo Alidosi (associat 1391-1396)
- Imola ocupada per Felip Maria Visconti de Milà 1424